# Candas
Candas és un municipi francès situat al departament del Somme i a la regió dels Alts de França. L'any 2007 tenia 1.000 habitants.

## Demografia

### Població
El 2007 la població de fet de Candas era de 1.000 persones. Hi havia 370 famílies de les quals 72 eren unipersonals (20 homes vivint sols i 52 dones vivint soles), 133 parelles sense fills, 145 parelles amb fills i 20 famílies monoparentals amb fills.
La població ha evolucionat segons el següent gràfic:
Habitants censats

### Habitatges
El 2007 hi havia 409 habitatges, 371 eren l'habitatge principal de la família, 19 eren segones residències i 18 estaven desocupats. 396 eren cases i 12 eren apartaments. Dels 371 habitatges principals, 310 estaven ocupats pels seus propietaris, 53 estaven llogats i ocupats pels llogaters i 8 estaven cedits a títol gratuït; 1 tenia una cambra, 13 en tenien dues, 31 en tenien tres, 92 en tenien quatre i 234 en tenien cinc o més. 275 habitatges disposaven pel capbaix d'una plaça de pàrquing. A 143 habitatges hi havia un automòbil i a 178 n'hi havia dos o més.

### Piràmide de població
La piràmide de població per edats i sexe el 2009 era:
| Homes | Edats   | Dones |
| ----- | ------- | ----- |
| 0     | 95 o +  | 0     |
| 0     | 90 a 94 | 0     |
| 0     | 85 a 89 | 16    |
| 0     | 80 a 84 | 8     |
| 4     | 75 a 79 | 20    |
| 28    | 70 a 74 | 28    |
| 20    | 65 a 69 | 32    |
| 16    | 60 a 64 | 12    |
| 8     | 55 a 59 | 20    |
| 32    | 50 a 54 | 12    |
| 32    | 45 a 49 | 44    |
| 32    | 40 a 44 | 28    |
| 36    | 35 a 39 | 28    |
| 48    | 30 a 34 | 36    |
| 20    | 25 a 29 | 28    |
| 16    | 20 a 24 | 24    |
| 20    | 15 a 19 | 48    |
| 28    | 10 a 14 | 40    |
| 32    | 5 a 9   | 52    |
| 20    | 0 a 4   | 12    |

## Economia
El 2007 la població en edat de treballar era de 612 persones, 435 eren actives i 177 eren inactives. De les 435 persones actives 395 estaven ocupades (226 homes i 169 dones) i 40 estaven aturades (14 homes i 26 dones). De les 177 persones inactives 53 estaven jubilades, 53 estaven estudiant i 71 estaven classificades com a «altres inactius».

### Ingressos
El 2009 a Candas hi havia 384 unitats fiscals que integraven 1.034 persones, la mediana anual d'ingressos fiscals per persona era de 16.166 €.

### Activitats econòmiques
Dels 21 establiments que hi havia el 2007, 2 eren d'empreses extractives, 1 d'una empresa alimentària, 4 d'empreses de construcció, 5 d'empreses de comerç i reparació d'automòbils, 1 d'una empresa de transport, 2 d'empreses d'hostatgeria i restauració, 2 d'empreses de serveis, 3 d'entitats de l'administració pública i 1 d'una empresa classificada com a «altres activitats de serveis».
Dels 7 establiments de servei als particulars que hi havia el 2009, 2 eren tallers de reparació d'automòbils i de material agrícola, 1 fusteria, 1 lampisteria, 1 empresa de construcció, 1 perruqueria i 1 restaurant.
Dels 2 establiments comercials que hi havia el 2009, 1 era una gran superfície de material de bricolatge i 1 una botiga de menys de 120 m².
L'any 2000 a Candas hi havia 16 explotacions agrícoles que ocupaven un total de 1.456 hectàrees.

## Equipaments sanitaris i escolars
El 2009 hi havia una escola elemental.

## Poblacions més properes
El següent diagrama mostra les poblacions més properes.